# Хрватска на Летњим олимпијским играма 2024.
Хрватска је учествовала на Летњим олимпијским играма 2024. у Паризу од 26. јула до 11. августа 2024. Ово је девети узастопни наступ Хрватске на Летњим олимпијским играма као независна држава.
Хрватску ће представљати 73 такмичачача (58 мушкараца и 15 жена) у 15 спортова, са укупном делегацијом од 157 људи.

## Освајачи медаља
| Медаља | Олимпијац                         | Спорт      | Дисциплина          |
| ------ | --------------------------------- | ---------- | ------------------- |
| Злато  | Барбара Матић                     | Џудо       | до 70 кг            |
| Сребро | Ватерполо репрезентација Хрватске | Ватерполо  | Ватерполо М         |
| Бронза | Миран Маричић                     | Стрељаштво | Ваздушна пушка 10 м |

## Учесници по спортовима
| Спорт       | Мушкарци | Жене | Укупно |
| ----------- | -------- | ---- | ------ |
| Атлетика    | 4        | 5    | 9      |
| Бокс        | 1        | 0    | 1      |
| Кану        | 1        | 1    | 2      |
| Бициклизам  | 1        | 0    | 1      |
| Гимнастика  | 2        | 0    | 2      |
| Рукомет     | 14       | 0    | 14     |
| Џудо        | 1        | 2    | 3      |
| Веслање     | 5        | 0    | 5      |
| Једрење     | 4        | 2    | 6      |
| Стрељаштво  | 3        | 0    | 3      |
| Пливање     | 2        | 1    | 3      |
| Стони тенис | 3        | 1    | 4      |
| Теквондо    | 2        | 1    | 3      |
| Тенис       | 2        | 2    | 4      |
| Ватерполо   | 13       | 0    | 13     |
| 15 спорта   | 58       | 15   | 73     |

## Атлетика
Хрватски спортисти достигли су стандарде за улазак у Париз 2024. или кроз директну квалификацију или по светској класи, у следећим догађајима (максимум 3 спортиста сваки):
| Атлетичар/ка     | Дисциплина     | Квалификације | Квалификације | Финале   | Финале  |
| Атлетичар/ка     | Дисциплина     | Резултат      | Пласман       | Резултат | Пласман |
| ---------------- | -------------- | ------------- | ------------- | -------- | ------- |
| Филип Правдица   | Скок удаљ      |               |               |          |         |
| Филип Михаљевић  | Бацање кугле   |               |               |          |         |
| Мартин Марковић  | Бацање диска   |               |               |          |         |
| Матија Грегурић  | Бацање кладива |               |               |          |         |
| Сандра Елкасевић | Бацање диска   |               |               |          |         |
| Марија Тољ       | Бацање диска   |               |               |          |         |
| Сара Колак       | Бацање копља   |               |               |          |         |

| Атлетичарка         | Дисциплина     | Финале   | Финале  |
| Атлетичарка         | Дисциплина     | Резултат | Пласман |
| ------------------- | -------------- | -------- | ------- |
| Бојана Бјељјац      | Женски маратон |          |         |
| Матеа Парлов Костро | Женски маратон |          |         |